# Guerra entre Argentina e Confederação Peruano-Boliviana

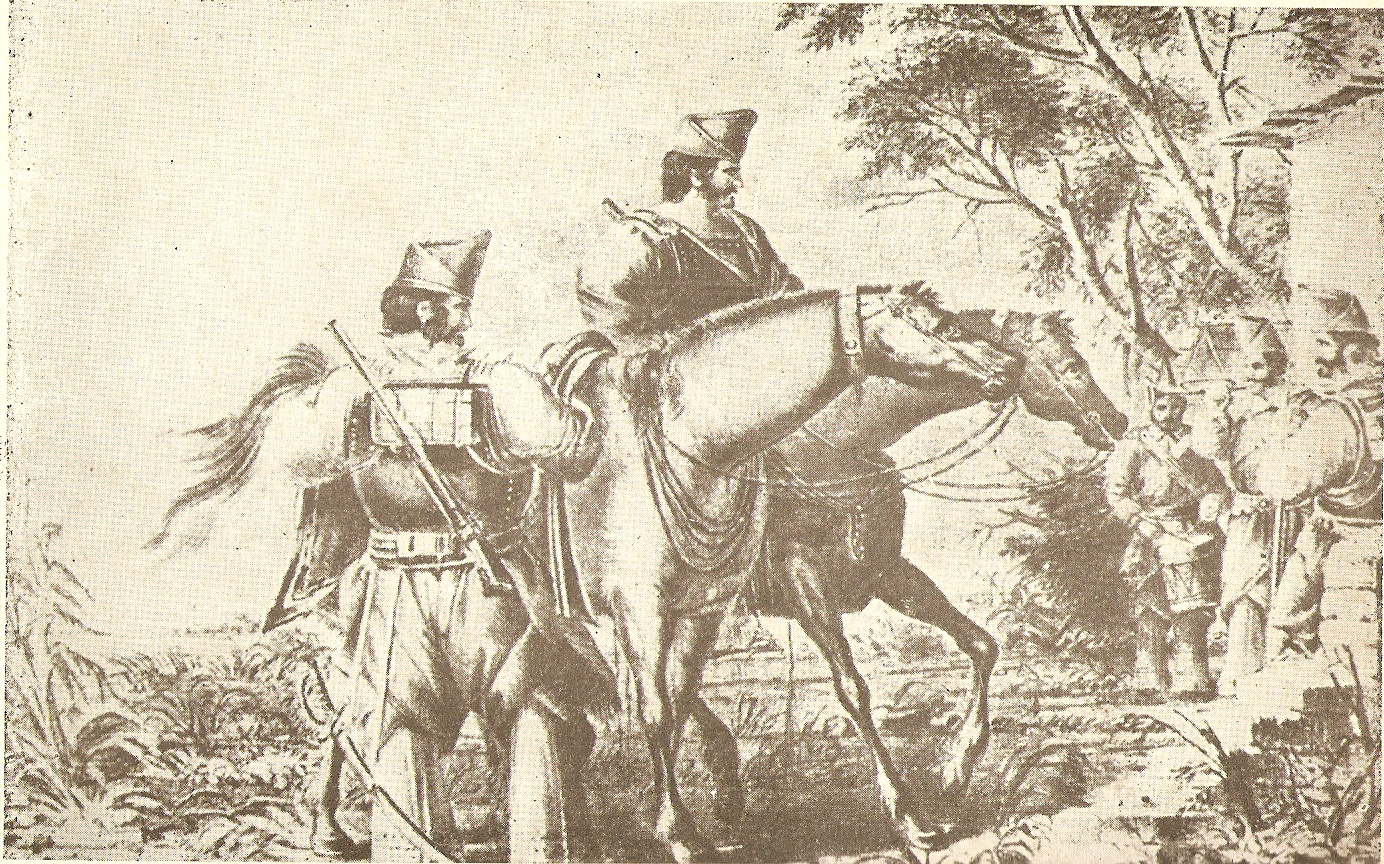
soldados argentinos.

A Guerra entre Argentina e Confederação Peruano-Boliviana começou em 9 de maio de 1837, quando encarregado de relações exteriores da Confederação Argentina e governador da Província de Buenos Aires, Juan Manuel de Rosas, declarou guerra à Andrés de Santa Cruz, por causa da Questão de Tarija e por seu apoio Partido Unitário. Por ter ocorrido simultaneamente que a mesma Confederação Peru-Boliviana se engajou em uma guerra paralela contra a República do Chile, na chamada Guerra da Confederação, o primeiro conflito aqui referido é frequentemente confundido com o segundo.
As operações de guerra iniciaram em agosto de 1837, com tropas confederadas peruano-bolivianas invadindo a maior parte da Província de Jujuy, Puna de Jujuy e o norte da Província de Salta. Continuando com uma série de combates e escaramuças entre ambas forças, sempre sem resultados conclusivos. Em maio e junho de 1838 o exército confederado derrotou as tropas de Rosas em uma série de encontros menores, sendo o mais importante a Batalha de Montenegro ou Combate da Costa de Coyambuyo, que provocou a retirada argentina da contenda, mantendo uma postura defensiva, ainda que continuando em estado de guerra até a vitória do exército restaurador chileno-peruano na Batalha de Yungay, que pôs fim a Confederação Peru-Boliviana.